# Övreselet, Västerbotten
Övreselet är en sjö i Vindelns kommun i Västerbotten och ingår i Sävaråns huvudavrinningsområde. Övreselet ligger i Sävarån Natura 2000-område.